# Aleksandr Véprik
Aleksandr Véprik   (Balta, 23 de juny de 1899 - Moscou, 13 d'octubre de 1958), nom complet amb patronímic Aleksandr Moisséievitx Véprik, rus: Александр Моисеевич Веприк, fou un compositor i educador musical rus i soviètic i educador musical. Véprik és considerat un dels majors compositors de la "escola jueva" de la música soviètica.

## Biografia
Véprik va créixer a Varsòvia i va estudiar piano amb Karl Wendling (1857-1918), al Conservatori de Leipzig. A l'inici de la Primera Guerra Mundial, la família va tornar a Rússia. Véprik va estudiar composició amb Aleksandr Matvéievitx Jitómirski (1881–1937) al Conservatori de Sant Petersburg (1918–1921) i Nikolai Miaskovski al Conservatori de Moscou (1921-1923).
Véprik va estar actiu en la vida musical dels anys 1920-1930. El 1923 va participar activament en la creació de la Societat per a la Música Jueva, un punt focal per als compositors jueus a Moscou, i la música jueva va florir arran de les activitats de la Societat. Va ensenyar al Conservatori de Moscou (1923-1941; professor de 1930; degà des de 1938). El 1927, durant un viatge de negocis a Àustria, Alemanya i França, va conèixer a Arnold Schoenberg, Paul Hindemith, Maurice Ravel i Arthur Honegger. La seva música es va fer coneguda a Europa i als Estats Units durant aquesta època: gairebé tota la seva obra va ser interpretada per l'Orquestra Simfonica de la ràdio de Berlín (1928-1929).
 Al març de 1933, Arturo Toscanini va dirigir les Dances and Songs of the Ghetto de Veprik' al Carnegie Hall de Nova York.
Véprik va ser arrestat com a "nacionalista jueu" el 1950, maltractat a la presó i després deportat al Gulag. Va ser alliberat del treball dur i a canvi va haver d'organitzar una orquestra amateur entre els presos. L'abril del 1954, el cas de Vepryk va ser revisat i va ser absolt. El setembre de 1954 va tornar malalt i cansat a Moscou, en un món en què la cultura jueva no hi tenia lloc. Veprik va compondre unes quantes obres i va escriure Principis de l'Orquestració de J. S. Bach (Принципы оркестровки И.-С. Баха). Va morir el 13 d'octubre de 1958 a Moscou.